# Мамука Ґорґодзе
Мамука Ґорґодзе (груз. მამუკა გორგოძე, народився 14 липня 1984 в Тбілісі) — грузинський регбіст, гравець французького професійного клубу «Тулон»; колишній капітан збірної Грузії. Грає на позиції фланкера або восьмого (раніше виступав на позиції лока).

## Кар'єра гравця

### Клубна
Мамука Ґорґодзе раніше займався баскетболом, але обрав регбі у віці 17 років. Починав кар'єру у складі клубу «Лело» у Топ-лізі Грузії. У 2005 році його підписав «Монпельє Еро», але Ґорґодзе не відразу закріпився в основному складі, не отримуючи спочатку ігрового часу. Після чемпіонату світу 2007 року він став постійним гравцем основи, виступаючи на позиції лока. У сезоні 2009/2010 років «Брів Коррез» вже досяг попередньої угоди з Мамукою про перехід, але в останній момент той передумав і відмовився від переходу. Як компенсація «Монпельє» заплатив 200 тисяч євро команді «Брів Коррез». З сезону 2010/2011 Ґорґодзе став грати вже на позиції фланкера і допоміг клубу дістатися до фіналу Топ 14: у півфіналі стараннями Мамуки Ґорґодзе був вибитий «Расінг Метро 92». За підсумками сезону гравець був названий газетою l'équipe найкращим легіонером Топ 14 і отримав приз від журналу «Midi olympique» найкращому іноземному гравцеві Топ 14.
У сезоні 2011/2012 Ґорґодзе знову досяг попередньої угоди про залишення «Монпельє», та перехід на цей раз до «Тулону», але знову передумав в останню мить продовживши контракт з «Монпельє». Це викликало серйозний скандал, який з великими труднощами вдалося зам'яти. Однак у листопаді 2013 року Ммамука Ґорґодзе все-таки оголосив, що він незабаром залишить клуб, уклавши угоду з «Тулоном» на три роки, яка починала діяти з сезону 2014/2015. Дебют за клуб був затьмарений травмою коліна в контрольному передсезонному матчі проти «Расинга»: Мамука пропустив перші кілька турів Топ 14.

### У збірній
Мамука Ґорґодзе дебютував у збірній Грузії 9 березня 2003 року в поєдинку проти Росії. За 65 ігор він набрав 130 очок, постійним гравцем основи став з 2004 року. У складі збірної Грузії він грав на чемпіонатах світу 2007, 2011 і 2015 років. У 2015 році на чемпіонаті світу збірна Грузії вперше обіграла команду верхнього ярусу — збірну Тонга — з рахунком 17:10. Ґорґодзе, що заніс першу спробу збірної Грузії у зустрічі, назвав цей день «найвеличнішим у своєму житті». За підсумками чемпіонату світу Мамука Ґорґодзе потрапив до символічної збірної за версією Societe Generale. 4 травня 2017 року Мамука оголосив про завершення кар'єри в збірній: у 71 грі він набрав 130 очок.

## Стиль гри
За свою фізичну силу і комплекцію (зріст 195 см, вага 120 кг) Мамука Ґорґодзе отримав прізвисько «Горгодзілла» від французьких фанатів з Монпельє і «Гулівер» від грузинських фанатів. Відомий завдяки шаленій грі і силовій боротьбі. За версією газети l'equipe, перехідд Мамуки з позиції лока на позицію фланкера значно поліпшив його техніку і перетворив Ґорґодзе у фактично незламного гравця основи «Монпельє».
Його слабким місцем була недисциплінованість: з 2007 по 2014 роки Ґорґодзе отримав 16 жовтих карток у складі «Монпельє». У 2010 році двічі його видаляли з поля за бійки: вперше він побився у матчі проти «Альбі» з Себастьєном Пажем, вдруге — у матчі проти «Бургуен-Жалье» з Алексом Тулу. У 2012 році в матчі чемпіонату Франції Топ 14 проти «Тулузи» сталася масова бійка, до якої приєднався і Ґорґодзе, передравшись з Йоанном Маестрі, за що обидва були видалені з поля.

## Досягнення
- Віце-чемпіон Франції: 2011 (Монпельє)
- Найкращий іноземний регбіст року за версією журналу «Midi olympique»: 2011[12]